# José Torres (Nhạc sĩ)
José Torres (sinh ngày 19 tháng 9 năm 1958, tại Havana) là một nhạc sĩ và tay trống người Ba Lan gốc Cuba.
Ông tốt nghiệp Học viện âm nhạc Karol Lipiński ở Wrocław. Torres là người sáng lập dàn nhạc salsa đầu tiên ở Ba Lan với nghệ danh José Torres y Salsa Tropical . Ông gắn bó với đất nước Ba Lan và sinh sống ở Wrocław. Torres kết hôn với Iza và các con trai của ông cũng đều là nghệ sĩ: Tomek (tay trống của ban nhạc Afromental) và Filip (nhà soạn nhạc) . Ông còn là tác giả của một cuốn tự truyện: Salsa na wolności (ISBN 8373845941, Wydawnictwo Dolnośląskie, 2006).

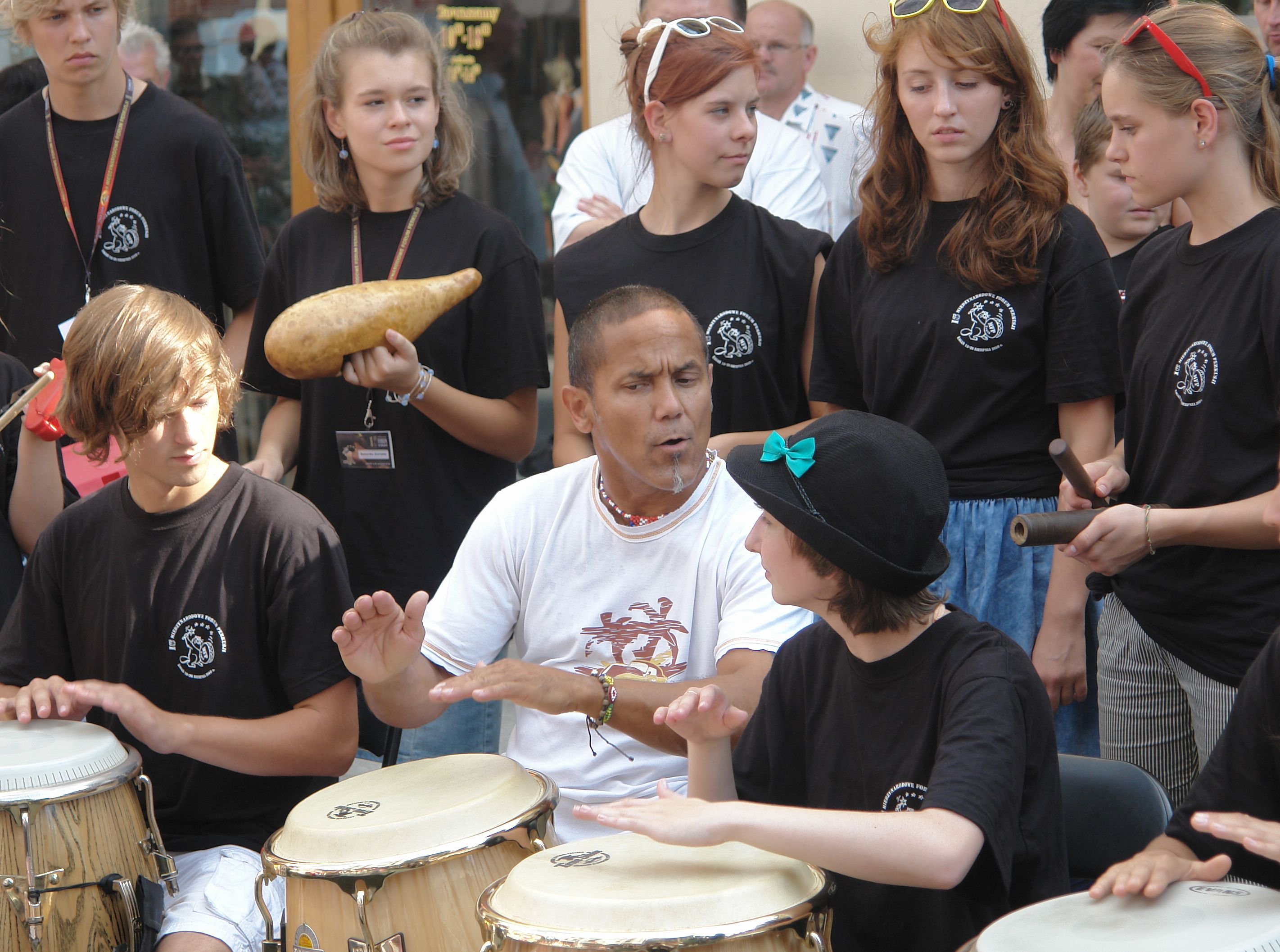
Buổi biểu diễn với các nhạc sĩ trẻ ở Żagań, tháng 8 năm 2010

## Đĩa nhạc
- 1982: John Porter – China Disco (PolJazz/Pronit)
- 1983: Tomasz Stańko – C.O.C.X. (PolJazz/Pronit)
- 1983: Sławomir Kulpowicz – Prasad in Mangalore/Three Etudes (PolJazz)
- 1983: Maanam – Nocny Patrol (Jako)
- 1983: Crash – Something Beautiful But Not Expensive (JA&RO)
- 1983: Zbigniew Lewandowski – Zbigniew Lewandowski (PolJazz)
- 1983: String Connection – New Romantic Expectation (PolJazz)
- 1985: Alex Band – Hit Of The World (Polskie Nagrania Muza)
- 1986: Lewandowski Torres – Partnership (PolJazz)
- 1986: Obywatel GC – Obywatel G.C. (Tonpress)
- 1986: Michał Bajor – Michał Bajor Live (Muza)
- 1987: Zbigniew Namysłowski – Open (Muza)
- (1987-1988) Zbigniew Lewandowski – Golden Lady (Muza)
- 1988: Extra Ball – Akumulla-Torres (PolJazz)
- 1988: Obywatel GC – Tak! Tak! (Muza)
- 1989: Walk Away – Walk Away (Muza)
- 1991: Kukla Band – Szczęśliwej drogi... (ZPR)
- 1992: Obywatel GC – Obywatel świata (MMPP)
- 1993: In Spector – We Are The Party (Agrofar)
- 1994: Maryla Rodowicz – Marysia biesiadna (Produktion)
- 1995: Nocna Zmiana Bluesa – Blues mieszka w Polsce (Hammer Music)
- 1995: Stanisław Soyka – Sonety Shakespeare (Pomaton EMI)
- 1995: Maseli Ścierański Torres – Music Painters (Govi Records)
- 1996: Graża T. – Świerszcze (Pomaton EMI)
- 1996: Amirian – Bardzo Niebieskie Migdały (Poligram)
- 1996: Marek Raduli – Meksykański symbol szczęścia (New Abra)
- 1996: Urszula – Akustycznie (Govi Records)
- (1996-1997) Ryszard Rynkowski – Jawa (Pomaton EMI 0724385615627)
- 1997: Music Painters – Inna bajka (Govi Records)
- 1997: Zbigniew Namysłowski – Dances (Polonia Records)
- 1997: Michał Lorenc – Blood & Wine (picture soundtrack)
- 1997: Michał Lorenc – Bandyta (picture soundtrack)
- 1997: Kayah – Kamień (Zic Zac)
- 1997: Majka Jeżowska – Kochaj czworonogi
- (1997-1998: Beata Bednarz – Co jest grane (YAKO)
- 1998: Kayah – Zebra (Zic Zac)
- 1998: Marek Kościkiewicz – Tylko błękit (BMG Poland)
- 1998: Stare Dobre Małżeństwo – Miejska strona Księżyca (New Abra)
- 1998: Budka Suflera – Budka Suflera Akustycznie (New Abra)
- 1998: Raz Dwa Trzy – Niecud (Pomaton EMI)
- 1998: Marek Kościkiewicz – Tylko błękit (Zic Zac)
- 1999: Kostek Joriadis – Przebudzenie (BMG)
- 1999: Mietek Jurecki – 12 sprawiedliwych (New Abra)
- 1999: Marcin Pospieszalski – Prawo ojca
- 2000: Maryla Rodowicz – Karnawał 2000
- 2000: Stonehenge – Echo Wyspy (RMF FM Kraków)
- 2000: Mietek Szcześniak – Spoza nas
- 2001: José Torres y Salsa Tropical – José Torres y Salsa Tropical (RMF FM Kraków)
- 2002: PH Connection (Budapeszt)
- 2006: Blue Café – Ovosho (EMI Music Poland)
- 2010: José Torres y Salsa Tropical – Torres Salsa Carnaval
- 2011: Afromental – The B.O.M.B. (EMI Music Poland)

## Phim ảnh
- "Moja Kuba, moja Polska" (2007, phim tài liệu, đạo diễn: Maria Zmarz-Koczanowicz)[3][4]